# هواء (عنصر تقليدي)
حظي الهواء (وأحيانًا يسمى الريح) قديمًا باهتمام الفلاسفة والمفكرين الذين اعتبروه قوة كونية أو مادة نقية.

## التراث الإغريقي والروماني
كان الهواء أحد العناصر الأربعة التقليدية في الفلسفة والعلوم اليونانية القديمة. اعتقد أفلاطون في مجسماته أنه مصاحب بثماني سطوح؛ واعتُبر أن الهواء يحمل صفتي الحرارة والرطوبة. استخدم الإغريق كلمتين للتعبير عن الهواء:
أير وتعني الغلاف الجوي السفلي المعتم، وأيثر وتعني الغلاف الجوي العلوي الساطع الذي يعلو السحاب. كتب أفلاطون أن «في الهواء، هناك تنوع في السطوع، فهناك ما نسميه أيثر، وهناك الموحل الذي نسميه رذاذ وظُلمة، وأنواع أخرى لا نعرف لها اسم....». ومن بين فلاسفة ما قبل سقراط، أطلق أنكسيمانس على الهواء اسم arche. كما اعتقدت بعض المصادر القديمة أن ديوجانس الأبولوني ربط بين الهواء من جهة والذكاء والروح من جهة أخرى، ولكن بعض المصادر الأخرى إدعت بأن arche ديوجانس كان مادة بين الهواء والنار. سخر أريستوفان من تلك الافتراضات في مسرحيته السحب بوضع صلاة للهواء على لسان سقراط.

الرمز الخيميائي للهواء.

كان الهواء واحدًا من العديد من الـ arche التي افترضها فلاسفة ما قبل سقراط، الذي حاول معظمهم اختزالها في مادة واحدة. ورغم ذلك، حدّد إيمبيدوكليس أربعة archai: الهواء والنار والماء والأرض لتصبح العناصر الأساسية للفلسفة الإغريقية. تبنّى أفلاطون عناصر إيمبيدوكليس الأربعة، ففي طيماوسيته، ربط بين الهواء وثماني سطوح في مجسماته، وهو الشكل الذي يتكون من ثمانية مثلثات متساوية الأضلاع. وبالتالي، وضع الهواء بين الماء والنار، وهو الأمر الذي اعتبره أفلاطون ملائمًا لأنه وسط في حركته وحدته وقدرته على الاختراق. كما وصف الهواء بأن مكوناته ضئيلة على نحو سلس بحيث يمكن للمرء بالكاد أن يشعر بمكوناته. أما تلميذه أرسطو، فكان له رؤية أخرى للعناصر وفقًا لصفاتها. فرتّب العناصر الأربعة حول مركز الكون لتُشكّل مجال قمري فرعي. اعتبر أرسطو الهواء حار ورطب، ويحتل مكانًا بين النار والماء في مجالات العناصر. فصل أرسطو بصفة نهائية الهواء عن الأثير. فبالنسبة له، كان الأثير غير متغير، وشبّهه بمادة إلهية موجودة فقط في السموات، حيث تشكل المجالات السماوية.
في الطب اليوناني القديم، كل عنصر من الأخلاط الأربعة مصحوب بعنصر تقليدي. كان الدم هو المصاحب للهواء لأن كليهما حار ورطب، ويرتبط بهما في الطب القديم وطب العصور الوسطى بعض الأمور المشابهة في خواصها كفصل الربيع، وصفة الخنوثة، والنقطة الشمالية في البوصلة.

## التراث الهندي
في الهندوسية، فايو الذي يعرف أيضًا بـ فاتا أو بافانا (وتعني المُطهّر)، أو برانا هو أحد الآلهة الأساسية الذي كان أبًا لبهيما والأب الروحي للقائد هانومان. وسواءً كان الهواء (فايو) أو الريح (بافانا) فهو أحد العنصر الخمسة العظمى في الهندوسية.

## التراث الصيني
لم يكن الهواء أحد العناصر التقليدية الصينية الخمسة. ومع ذلك، فإن مفهوم تشي الصيني أقرب إلى الهواء. وتشي هو أحد المفاهيم الأساسية في الثقافة الصينية، فهو جزء من كل ما هو حي كطاقة روحانية. وقد ظهر الهواء أيضًا كمفهوم في الفلسفة البوذية.
يساوي بعض الباحثين الغربيين بين الهواء والمعدن أحد العناصر التقليدية الصينية الخمسة، ويساوي بعضهم الهواء بالخشب لاشتراكهما في الباكوا.

## الطقوس السحرية
اشتملت جماعة الفجر الذهبي الهرمسية التي تأسست سنة 1888 م الهواء والعناصر التقليدية الإغريقية ضمن تعاليمها. وكان السلاحي السري للهواء هو خنجر مطلي بالأصفر منقوش عليه بعض الأسماء والتعاويذ السحرية باللون البنفسجي. أما شخصياته الروحانية فهم: رفائيل رئيس ملائكة الهواء والملاك شاسان والحاكم أرال والملك بارالدا وحرّاس الهواء التابعين لباراسيلسوس المسمون بالسيلفز. يحتل الهواء النقطة اليسرى العليا في طقوس استدعاء النجمة الخماسية.

## السحر الحديث
يعد الهواء أحد العناصر الخمسة التي تظهر في طقوس ويكا والطقوس الوثنية. تأثرت ويكا خاصةً بنظام الفجر الذهبي، وتعاليم آليستر كراولي.

## الثقافات الأخرى
كان إنليل إله الهواء في حضارة سومر. وكان شو إله الهواء في مصر القديمة وزوج تفنوت إلهة الرطوبة. أصبح شو رمزًا للقوة لدوره في فصل نوت عن جب. كما لعب شو دورًا أساسيًا في نصوص التوابيت، حيث كانت تعويذته تهدف إلى مساعدة المتوفى في الوصول إلى العالم الآخر بسلام، حيث تسافر الروح عبر الهواء في طريقها إلى السماء.